# Карпачёва, Елена Валерьевна
Елена Валерьевна Карпачёва (род. 24 июля 1980 года) — заслуженный мастер спорта России (женский бокс), мастер спорта международного класса (кикбоксинг).
Капитан женской сборной России по боксу. 
Трёхкратная чемпионка России (1997, 1998, 1999 гг) по кикбоксингу, победительница первенства Мира по кикбоксингу (Москва 1997), финалистка чемпионата Европы по кикбоксингу (1998 Германия).
Восьмикратная чемпионка России по боксу (1999, 2000, 2001, 2002, 2003, 2004, 2005, 2006 гг).
Победительница кубка Европы по боксу (1999 Швеция), финалистка кубка Европы по боксу (2000 Франция). Двукратная чемпионка Мира по боксу (2001, 2005), двухкратная чемпионка Европы по боксу (2001, 2006)

## Карьера
Тренер — заслуженный тренер России А. Д. Духанин.
В 2001 году стала чемпионкой мира на первом чемпионате мира в категории до 54 кг. На чемпионате мира 2005 года повторила успех в категории до 57 кг.
Двукратная чемпионка Европы (2001, 2006), серебряный (2003) и бронзовый (2004) призёр чемпионата Европы.
Чемпионкой России была с 1999 по 2006 год.
Окончила факультет физической культуры ТГПУ им. Л. Н. Толстого.

## Примечание
Во многих источниках ошибочно указывается отчество Владимировна.